# 李鉄映
李鉄映（り てつえい）は中華人民共和国の政治家。

## 来歴
1981年遼寧省瀋陽市委書記、1983年遼寧省委書記などを経て1985年国務院電子工業部部長で国務院の閣僚入りを果たす。1987年党中央政治局委員に選出され、国家経済体制改革委員会、党組書記に就任。1988年第7期全人代第1回大会で国務委員、国家教育委員会主任、党組書記兼任。1998年から中国社会科学院院長。2003年第10期全人代副委員長。
母・金維映が鄧小平の2番目の妻であることから、李鉄映は鄧小平の実子（私生児）であるとの認識が一部にあった。もちろんそうではないものの、鄧小平がかつて愛した女性の息子として大事にしていたのは事実であるとされる。金維映は1932年に鄧小平が一度目の失脚をした時に離婚し、李鉄映の父李維漢と再婚している。